# Yoshitsune Minamoto
Yoshitsune Minamoto (jap. 源 義経 Minamoto no Yoshitsune; 1159 – 15 czerwca 1189) – generał z japońskiego rodu Minamoto, żyjący na przełomie okresów Heian i Kamakura. Yoshitsune był dziewiątym synem Yoshitomo Minamoto. Jego starszy brat, Yoritomo, stworzył siogunat Kamakura. Jako dziecko Yoshitsune był znany pod imieniem Ushiwakamaru (牛若丸).

## Młodość

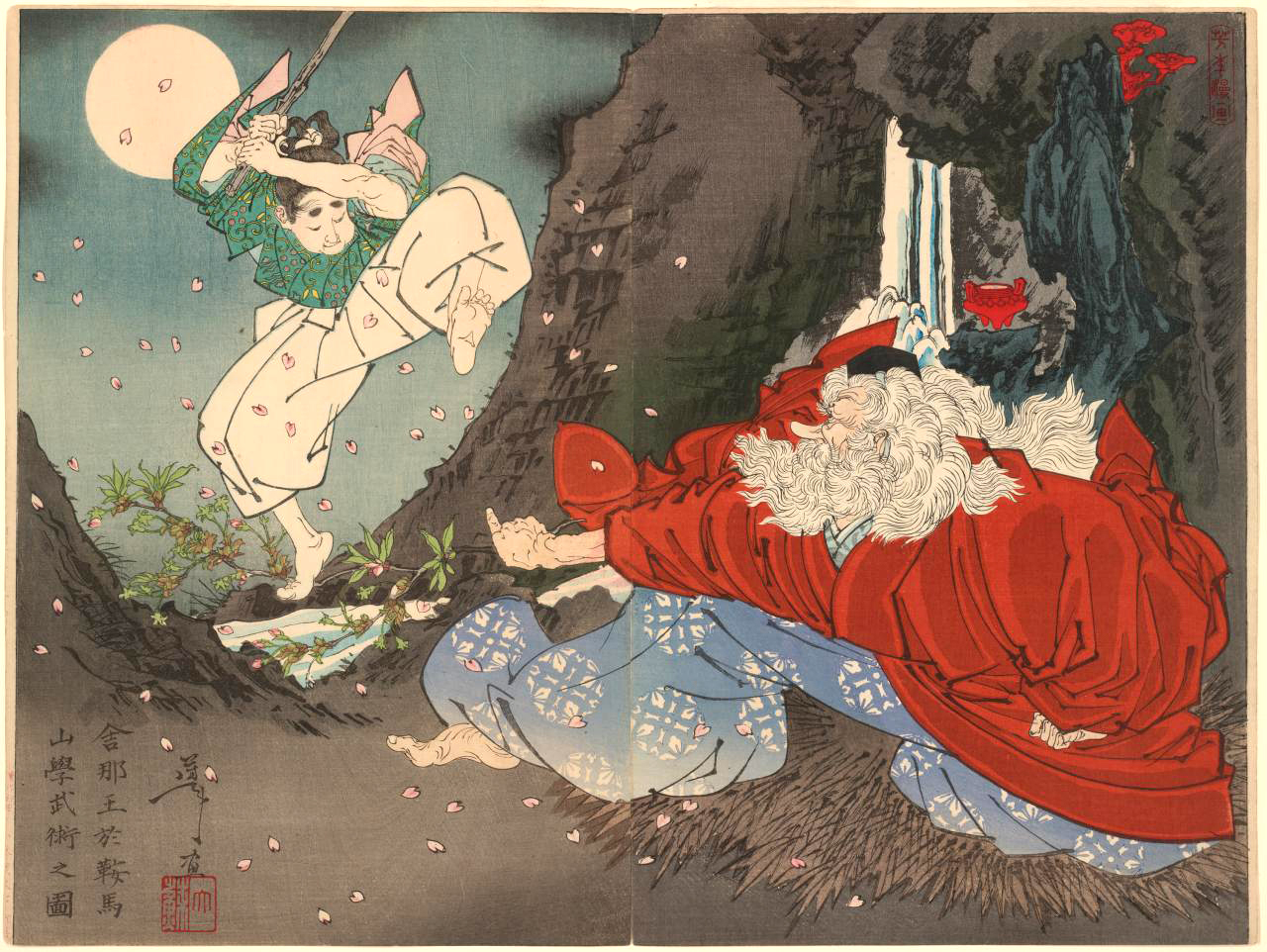
Sōjōbō uczy walki mieczem młodego Yoshitsune, autor Yoshitoshi Tsukioka 1897 r.

Yoshitsune urodził się w czasie zamieszek ery Heiji w 1159 roku, podczas których życie stracili jego ojciec i dwóch najstarszych braci. On sam został umieszczony pod kuratelą buddyjskiej świątyni Kurama położonej na zboczu góry o tej samej nazwie, usytuowanej w niewielkiej odległości na północ od Kioto. 
Podług legend, właśnie tam uczył się władania mieczem od wodza tengu, Sōjōbō, który tam zamieszkiwał. Yoshitsune od dziecka przejawiał niezwykły talent szermierczy. Jeszcze jako nastolatek (nazywał się wówczas Ushiwakamaru) pokonał w pojedynku legendarnego mnicha-wojownika (sōhei), Benkeia, który od tego momentu stał się jego najbliższym towarzyszem i ostatecznie zginął razem z nim w bitwie nad rzeką Koromo.
Później przekazano Yoshitsune pod opiekę Hidehiry Fujiwary, głowy północnej gałęzi rodu Fujiwara w Hiraizumi, w prowincji Mutsu.

## Wojna Gempei
W roku 1180 Yoshitsune dowiedział się, że Yoritomo na apel księcia Mochihito zbiera armię do rozprawy z Tairami. Wkrótce potem Yoshitsune dołączył do brata, którego nigdy wcześniej nie spotkał, i stanął u jego boku w wojnie Gempei.
W pierwszym miesiącu roku 1184 Yoshitsune pokonał i zabił swojego kuzyna, Yoshinakę, w bitwie pod Awazu w prowincji Ōmi, a miesiąc później pokonał Tairów pod Ichi-no-Tani. W 1185 Yoshitsune odniósł kolejne zwycięstwo nad Tairami pod Yashimą  na Sikoku i ostatecznie zniszczył ich siły w bitwie w zatoce Dan-no-Ura 25 kwietnia 1185.

## Rytualne samobójstwo
Po zakończeniu wojny Gempei Yoshitsune fetowano jako bohatera, co wzbudziło niepokój Yoritomo. Podejrzewając brata o spisek z byłym cesarzem Go-Shirakawą, Yoritomo postanowił pozbyć się potencjalnego rywala. Yoshitsune próbował szukać schronienia w Mutsu u dawnego opiekuna, Hidehiry Fujiwary, ale zdradzony przez syna Hidehiry, Yasuhirę, został pokonany w bitwie nad rzeką Koromo i zmuszony do popełnienia seppuku wraz z żoną i córką.

## Pamięć
Yoshitsune pojawia się jako główny bohater w trzeciej części klasycznej, japońskiej opowieści Heike monogatari i jest w związku z tym jedną z najpopularniejszych postaci w japońskiej kulturze. Poświęcono mu wiele książek i sztuk teatralnych, w tym: Yoshitsune Shin-Takadachi (jōruri), Yoshitsune Senbon Zakura (jōruri oraz kabuki) i Kanjinchō (kabuki).
Według legend część sług Yoshitsune, odwiedzająca w trakcie bitwy nad rzeką Koromo świątynię, przeżyła. Jeden z nich, Hitachibou Kaison, miał następnie poświęcić się szerzeniu pamięci o Yoshitsune i wojnie Gempei, a nawet zyskać nieśmiertelność. Hayashi Razan pisał, że nawet we wczesnej epoce Edo ludzie wierzyli, że starzec opowiadający żywo o wojnie Gempei miał być nieśmiertelnym Kaisonem.
Wśród Ajnów przez wiele wieków postać Yoshitsune Minamoto otoczona była kultem religijnym.